# 2-(4-tert-Butylbenzyl)propionaldehyd
2-(4-tert-Butylbenzyl)propionaldehyd ist ein aromatischer Aldehyd, der in Parfums und Duftstoffen Verwendung findet und nach Maiglöckchen riecht. Da es potentiell allergieauslösend ist, muss es auf Verpackungen von enthaltenden Pflegeprodukten aufgeführt werden, meistens unter dem INCI-Namen Butylphenyl Methylpropional.
Seit März 2022 ist in der Europäischen Union die Verwendung von 2-(4-tert-Butylbenzyl)propionaldehyd in Kosmetika verboten, da die Substanz – schon im Mai 2020 – als „wahrscheinlich reproduktionstoxisch“ eingestuft worden war.

## Eigenschaften
Strukturell leitet sich 2-(4-tert-Butylbenzyl)propionaldehyd vom Bourgeonal ab und besitzt eine zusätzliche Methylgruppe am C-2-Atom. Das Molekül weist eine chirale Struktur mit einem stereogenen Zentrum auf, kommt also in zwei enantiomeren Varianten vor, einem (R)- und einem (S)-Isomer. Die beiden Enantiomere riechen leicht unterschiedlich: das (R)-Isomer duftet eher aldehydisch-chemisch, während das (S)-Isomer eher blumig-ölig riecht.

## Synthese
2-(4-tert-Butylbenzyl)propionaldehyd wird großtechnisch von der BASF hergestellt. Im ersten Schritt wird dabei aus 4-tert-Butyltoluol und Methanol (CH3OH) durch doppelte anodische Oxidation ein Acetal hergestellt. Diese geschützte Aldehyd-Funktion kann im Folgenden mit Propanal eine Kondensationsreaktion eingehen. Der finale Schritt ist eine Hydrierungsreaktion.

## Umweltrelevanz und Gefahren
Das Scientific Committee on Consumer Safety (SCCS, wissenschaftlicher Ausschuss für Verbrauchersicherheit der EU-Kommission) ist im August 2015 zu dem Schluss gekommen, dass die Nutzung sowohl in abwaschbaren (Rinse-off) als auch in auf der Haut verbleibenden (Leave-on) Kosmetika „nicht sicher“ sei.
2-(4-tert-Butylbenzyl)propionaldehyd wurde 2012 von der EU gemäß der Verordnung (EG) Nr. 1907/2006 (REACH) im Rahmen der Stoffbewertung in den fortlaufenden Aktionsplan der Gemeinschaft (CoRAP) aufgenommen. Hierbei werden die Auswirkungen des Stoffs auf die menschliche Gesundheit bzw. die Umwelt neu bewertet und ggf. Folgemaßnahmen eingeleitet. Ursächlich für die Aufnahme von 2-(4-tert-Butylbenzyl)propionaldehyd waren die Besorgnisse bezüglich der Einstufung als CMR-Stoff, Verbraucherverwendung und weit verbreiteter Verwendung. Die Neubewertung fand ab 2012 statt und wurde von Schweden durchgeführt. Anschließend wurde ein Abschlussbericht veröffentlicht.
Seit März 2022 ist in der Europäischen Union die Verwendung von 2-(4-tert-Butylbenzyl)propionaldehyd in Kosmetika verboten, da die Substanz – schon im Mai 2020 – als „wahrscheinlich reproduktionstoxisch“ eingestuft worden war.

## Handelsnamen
2-(4-tert-Butylbenzyl)propionaldehyd wird unter folgenden Handelsnamen vertrieben:
- Lilial (Givaudan)
- Lilestral (IFF)
- Lysmeral (BASF)